# Nigar Usubova
 (janvier 2023).
Nigar Usubova (en azéri:Nigar İbrahim qızı Usubova;née le 2 mai 1914 à Gazakh et morte le 15 septembre 1995 à Bakou) est une professeur au Conservatoire d'État d'Azerbaïdjan, artiste émérite. Deux fois récompensé par l'Ordre Insigne de l’Honneur. Elle est la fille du général Ibrahim Agha Usubov.

## Biographie
Nigar Ibrahim gyzy Usubova est née en 1914 dans le village de Salahli du district de Gazakh. Elle est diplômée de l'Institut industriel d'État d'Azerbaïdjan en 1935 et du Conservatoire d'État d'Azerbaïdjan en 1947.
De 1952 à 1970, elle est maître de conférences au département de piano du Conservatoire de musique, vice-recteur aux affaires pédagogiques et scientifiques.
En 1960, elle reçoit le titre de Travailleur d'Art émérite.
Professeur de piano depuis 1966,
En 1959-1969, N. Usubova travaille comme chef du département de piano. 